# W91

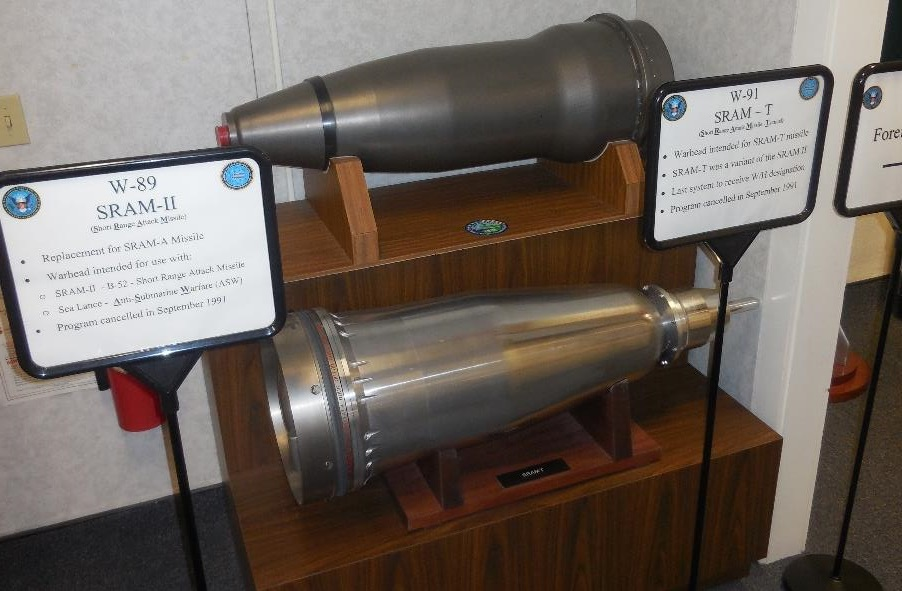
Ogives atomiques américaines W89 et W91.

La W91 est une ogive atomique américaine prévue pour être embarquée à bord du SRAM-T, une variante du AGM-131 SRAM II, un missile air-sol.
La future W91 entre en phase 2 de sa conception en novembre 1988, alors que différents laboratoires nucléaires américains sont en compétition pour la développer. Les suites sont incertaines, mais le Laboratoire national de Los Alamos (qui s'appelle le Los Alamos Scientific Laboratory à ce moment) obtient le contrat.
La W91 est la dernière arme nucléaire des États-Unis du XXe siècle à recevoir une dénomination officielle : elle est entrée dans la phase 3 de son développement.

## Description
L'ogive W91 devait peser 140 kg, ayant une puissance explosive allant de 10 à 100 kilotonnes. Les autres caractéristiques sont inconnues ou mal documentées dans les documents publiés. Son nom de code était New Mexico 1 et elle contenait du TATB, un explosif en poudre polymérisé, ainsi qu'un cœur nucléaire résistant au feu.
Son développement a été annulé en septembre 1991 en même temps que celui du missile SRAM T. Quelques unités avaient été testées à ce moment.

## Sources
- (en) Rapport de 1989 sur les armes nucléaires, Université de Californie
- (en) Liste de toutes les armes nucléaires américaines, nuclearweaponarchive.org